# ألكساندر زورافسكي
ألكساندر زورافسكي (مواليد 1 أبريل 1998) هو لاعب كرة قدم برازيلي.

## وصلات خارجية
- ألكساندر زورافسكي على موقع رابطة كرة القدم اليابانية للمحترفين (اليابانية)
- ألكساندر زورافسكي على موقع قاعدة بيانات كرة القدم.إي يو (الإنجليزية)
- ألكساندر زورافسكي على موقع Soccerway.com (الإنجليزية)
- ألكساندر زورافسكي على موقع عالم كرة القدم.نت (الإنجليزية)